# Gebruikscategorie
De gebruikscategorie van elektrische contacten geeft aan voor welk type belasting de contacten geschikt zijn en  specificeert de nominale bedrijfsstroom. Bij het schakelen van weerstanden treden geen schakelverschijnselen op, maar bij het uitschakelen van spoelen ontstaat als gevolg van de zelfinductie een grote overspanning. Hiervoor moeten de contacten een bluskamer hebben. Bij een capacitieve belasting treedt juist bij het inschakelen een storend effect op. Doordat de condensator meestal nog ongeladen is, ontstaat bij het inschakelen een stroompiek. Daarom worden voor het schakelen van condensatoren contactoren gebruikt met voorijlende contacten met weerstanddraad om de inschakelpiek te beperken.

## Gebruikscategorieën voorvermogensscheidersvolgens IEC 60947-3-1
- Stroomtype
  - Gebruikscategorie: Typische toepassingen
- Wisselstroom
  - AC-15: Schakelen van elektromagnetische belastingen (>72 VA)
  - AC-20: In- en uitschakelen zonder last
  - AC-21: Schakelen ohmse last inclusief matige overbelasting
  - AC-22: Schakelen gemengde ohmse en inductieve last incl. matige overbelasting
  - AC-23: Schakelen van motorlast of andere sterk inductieve last
- Gelijkstroom 
  - DC-20: In- en uitschakelen zonder last (scheiden)
  - DC-21: Schakelen ohmse last inclusief matige overbelasting
  - DC-22: Schakelen gemengde ohmse en inductieve last inclusief matige overbelasting (bijvoorbeeld shuntmotoren)
  - DC-23: Schakelen van sterk inductieve belasting (bijvoorbeeld seriemotoren)

## Gebruikscategorieën voor schakelaars volgens IEC 60947-4-1
- Stroomtype
  - Gebruikscategorie: Typische toepassingen
- Wisselstroom 
  - AC-1: Niet inductieve of zwak inductieve last, weerstandsoven, frequentieregelaar
  - AC-2: Sleepringmotoren: aanlopen, uitschakelen
  - AC-3: Asynchrone motor: aanlopen, uitschakelen tijdens draaien
  - AC-4: Asynchrone motor: aanlopen, tegenstroomremmen, omkeren, tippen (bijvoorbeeld hijsmotoren)
  - AC-5A: Schakelen van gasontladingslampen
  - AC-5B: Schakelen van gloeilampen
  - AC-6A: Schakelen van transformatoren
  - AC-6B: Schakelen van condensatorenbatterijen
  - AC-7A: Zwak inductieve last in huishoudelijke apparaten en dergelijke toepassingen conform specificaties van de leverancier
  - AC-7B: Motorlast voor huishoudelijke toepassingen
  - AC-8A: Sturen van hermetisch afgesloten koelcompressormotoren met handmatige ontgrendeling van de thermische beveiliging
  - AC-8B: Sturen van hermetisch afgesloten koelcompressormotoren met automatische ontgrendeling van de thermische beveiliging
  - AC-53a: Sturen van een kooiankermotor met halfgeleiderbeveiliging
- Gelijkstroom
  - DC-1: Niet inductieve of zwak inductieve last, weerstandsoven
  - DC-3: Shuntmotoren: aanlopen, tegenstroomremmen, omkeren, tippen. Dynamisch remmen van gelijkstroommotoren
  - DC-5: Seriemotoren: aanlopen, tegenstroomremmen, omkeren, tippen. Dynamisch remmen van gelijkstroommotoren
  - DC-6: Schakelen van gloeilampen
  - DC-12: Schakelen van weerstanden en halfgeleiderbelastingen, geïsoleerd door optocouplers

## Gebruikscategorieën voorrelaisvolgens IEC 60947-5-1
- Stroomtype
  - Gebruikscategorie: Typische toepassingen
- Wisselstroom
  - AC-12: Schakelen van weerstanden en halfgeleider belastingen, geïsoleerd door optocouplers
  - AC-13: Schakelen van halfgeleider belastingen met transformator isolatie
  - AC-14: Schakelen van kleine elektromagnetische belastingen (<72 VA)
  - AC-15: Schakelen van elektromagnetische belastingen (>72 VA)
- Gelijkstroom 
  - DC-12: Schakelen van ohmse belastingen en statische belastingen geïsoleerd door optocouplers
  - DC-13: Schakelen van elektromagneten
  - DC-14: Schakelen van elektromagnetische belastingen met spaarweerstanden
  - DC-20: In- en uitschakelen zonder last (scheiden)